# Hugonia villosa
Hugonia villosa är en linväxtart som beskrevs av Adolf Engler. Hugonia villosa ingår i släktet Hugonia och familjen linväxter. Inga underarter finns listade i Catalogue of Life.